# 로스마흐 만소르
로스마흐 만소르(말레이어: Rosmah Mansor, 1951년 12월 10일 ~ )는 말레이시아의 현 총리 나집 라작의 부인이다.
로스마는 다이아몬드 수집을 취미로 삼는 등 사치 행각으로 비난을 받았다. '사치의 여왕'으로 불렸던 페르디난드 마르코스 전 필리핀 대통령의 부인 이멜다 마르코스에 빗대 '말레이시아판 이멜다'로 불리기도 했다.
수십억달러 규모의 횡령에 대해 여러 나라가 수사중인 말레이시아 1MDB 사건에서 로스마흐 310억원짜리 다이아몬드 목걸이를 받았다는 미국 연방수사국(FBI) 조사 결과가 나왔다.
2022년 9월 1일 더스타 등 현지 언론과 외신에 따르면 이날 쿠알라룸푸르 고등법원은 나집 전 총리의 부인 로스마 만소르(70)의 3개 부패 혐의를 모두 유죄로 인정, 징역 10년과 벌금 9억7천만 링깃(2천929억원)을 선고했다.